# Tribunal Russell
El Tribunal Russell, també conegut amb el nom de Tribunal Internacional sobre Crims de Guerra o Tribunal Russell-Sartre,
és un organisme públic establert pel filòsof britànic i premi Nobel de Literatura Bertrand Russell.
El primer Tribunal Russell es va celebrar el 1967 per investigar i avaluar la política exterior i la intervenció militar dels Estats Units a Vietnam després de la derrota de les forces franceses durant la batalla de Dien Bien Phu el 1954 i la instauració de Vietnam del Nord i del Sud. El Tribunal, presidit pel filòsof i dramaturg francès Jean-Paul Sartre, va comptar amb la participació de destacats intel·lectuals de l'època, com ara Lelio Basso, Julio Cortázar, Lázaro Cárdenas i Simone de Beauvoir. El Tribunal, tot i no tenir validesa jurídica, va actuar com un tribunal popular de consciència envers les injustícies i la impunitat de les violacions del dret internacional.
Bertrand Russell va justificar la creació d'aquest organisme de la següent manera:
| « | “Si certs actes i violacions de tractats són crims, es tracta de crims sense importar que els cometin Estats Units o Alemanya. No estem preparats per estipular una norma de conducta criminal contra altres que no estem disposats a invocar contra nosaltres.” | » |

## Composició i origen
Representants de 18 països van participar en les dues sessions d'aquest tribunal, anomenant-se a si mateix Tribunal Internacional sobre Crims de Guerra. El comitè del tribunal va ser format per 25 personatges notoris, principalment d'organitzacions per la pau d'ideologia d'esquerres. Moltes d'aquestes personalitats havien estat guardonats amb Premis Nobel, Medalles al Valor i premis de reconeixement en temes humanitaris i socials. En aquest conjunt de 25 persones no hi va haver cap representació directe del Vietnam o dels Estats Units, tot i que un parell de membres eren ciutadans americans.
De considerable interès durant les audiències del tribunal va ser la resposta de Vietnam del Nord a les al·legacions d'atrocitat que figuren en el supervendes Deliver Us From Evil. Publicat el 1956, aquest llibre presenta l'experiència del membre de la Marina dels Estats Units Anthony Thomas Dooley durant l'Operació Llibertat (Operation Passage to Freedom, en anglès), en què uns 90.000 cristians vietnamites van ser traslladats des de Vietnam del nord a Vietnam del Sud. El llibre conté moltes denúncies d'atrocitat pels comunistes que estaven en contra d'aquests refugiats. Una de les reivindicacions més dramàtiques era que els comunistes van enfonsar les ungles al cap dels sacerdots catòlics vietnamites per simular una corona d'espines.

## Membres del Tribunal
- Bertrand Russell (President Honorari del Tribunal)- Activista per la Pau, filòsof i matemàtic.
- Jean-Paul Sartre (President Executiu del Tribunal)- Filòsof.
- Vladimir Dedijer (President del Tribunal i President de les Sessions)- M.A. Oxon., doctor en Jurisprudència, historiador.
- Wolfgang Abendroth- Doctor en Jurisprudència, professor de Ciències Polítiques, Universitat de Marburg.
- Gunther Anders- Escriptor i filòsof.
- Mehmet Ali Aybar- Advocat internacional, membre del Parlament Turc, president del; President del Partit dels Treballadors de Turquia.
- James Baldwin- Novel·lista i assagista afroamericà.
- Julio Cortázar Escriptor, novel·lista i assagista.
- Lelio Basso- Advocat internacional, diputat del Parlament Italià i Membre de la Comissió d'Afers Estrangers, professor a la Universitat de Roma, president del PSIUP (Partit Socialista Italià d'Unitat Proletària).
- Simone de Beauvoir- Escriptora i Filòsofa.
- Lázaro Cárdenas- Expresident de Mèxic.
- Stokely Carmichael- President del Comitè Coordinador Estudiantil No Violent.
- Lawrence Daly- Secretari general del Sindicat Nacional de Miners del Regne Unit, socialista.
- David Dellinger- Pacifista americà, editor de Libération, president del [Fifth Avenue Parade Committee.
- Isaac Deutscher- Historiador.
- Haika Grossman- Jurista, Jewish liberation fighter.
- Gisele Halimi- Advocada Parisenca, advocada per Djamila Bouhired, autora de treballs sobre la repressió Francesa a Algèria.
- Amado V. Hernandez- Poeta llorejat de les Filipines, president del Democratic Labor Party, president provisional de l'Organització Nacional d'escriptors filipins.
- Melba Hernandez- President del Comité Cubà per Solidaritat amb Vietnam (actualment Cuba-VietNam Friendship Association).
- Mahmud Ali Kasuri- Membre de l'Assemblea Nacional de Pakistan, advocat sènior de la Cort Suprema de Pakistan.
- Sara Lidman- Escriptor suec.
- Kinju Morikawa Advocat, vicepresident de Japan Civil Liberties Union (organització pels drets humans).
- Carl Oglesby- President d'Estudiants per una Societat Democràtica, dramaturg, assagista polític.
- Shoichi Sakata- Professor de Física.
- Laurent Schwartz- Professor de matemàtiques a la Universitat de París.
- Peter Weiss- Dramaturg, autor, director de cinema experimental.
- Tariq Ali- Activista trotskista britànic-pakistanès.

## Tribunals Posteriors

### Tribunal Russell sobre el cop d'estat militar de Xile de 1973
Va ser part del Tribunal Russell II sobre Llatinoamèrica que va ser organitzat pel Professor Lelio Basso el 1973 amb l'objectiu d'investigar suposades violacions dels Drets Humans al Brasil, Xile i l'Argentina. Les sessions de Roma de 1974, això no obstant, es van centrar més principalment en temes al voltant d'al·legacions de violació dels drets humans per part de la Junta Militar presidida pel General Augusto Pinochet a Xile. També es va tractar la situació del Brasil. El secretari del Tribunal Russell a Roma va ser Linda Bimbi. En el secretariat científic del Tribunal Russell a Roma van participar, entre d'altres, l'escriptor Gabriel García Márquez, l'historiador Vladimir Dedijer, i el Professor Marcello Ferrada-Noli, que també va deixar testimoni públic al Tribunal de la seva condició d'ex-presoner al camp de presoners a l'Illa Quiriquina a Xile. Part del seu testimoni va ser reproduït en una publicació científica del 1998.
Altres sessions del Tribunal Russell II sobre Llatinoamèrica van seguir a Brussel·les i altre cop a Roma el 1976.

### Tribunal Russell sobre Iraq
L'any 2004 el Tribunal Russell va tenir lloc a Brussel·les com a continuació de la tradició del Tribunal Russell com a part del Tribunal Mundial sobre l'Iraq. El filòsof Jacques Derrida va elogiar aquest esdeveniment, dient que "ressuscitar la tradició d'un Tribunal Russell és un simbòlicament una cosa important i necessària a fer avui en dia".

### Tribunal Russell sobre Palestina
El Març de 2009 es forma el Tribunal Russell sobre Palestina. La primera sessió internacional del Tribunal Russell sobre Palestina se celebrarà a Barcelona els dies 1, 2 i 3 de març de 2010, a l'Il·lustre Col·legi d'Advocats de Barcelona, amb la intenció d'examinar en quina mesura la Unió Europea i els seus Estats membres són còmplices de la prolongació de l'ocupació dels Territoris Palestins i de les violacions per part d'Israel dels drets del poble palestí.

## Pel·lícules
- 2003 - Russelltribunalen. Dirigida per Staffan Lamm.